# Раиса Горбачова
Раиса Максимовна Горбачова (рус. Раи́са Макси́мовна Горбачёва; Рупцовск, 5. јануар 1932 —Минстер, 20. септембар 1999) била је супруга совјетског политичара и последњег председника СССР-а Михаила Горбачова. Позната је по хуманитарном раду и формирању програма за збрињавање деце оболеле од рака.

## Биографија
Раиса је рођена у Сибиру у Совјетском Савезу 1932. године и претрпела је многе тешкоће њене руске генерације. И њену породицу су закачиле Стаљинове чистке током тридесетих година 20. века. Њен деда по мајци је ухапшен и одведен у гулаг где је и погубљен. Студије је завршила на Московском универзитету. Ту је добила већи осећај интелектуалне слободе, нарочито после смрти Стаљина 1953. године. Дипломирала је на Московском универзитету 1954. и од 1955. године, пратила је свог мужа на дужности комунистичког официра у Ставропољу. 1958. године родила је једино дете, ћерку Ирину. Напретком свог мужа у комунистичкој хијерархији вратили су се у Москву, а она је почела да ради као предавач на Московском Универзитету. 
Михаил 1985. године постаје председник СССР. Горбачов је приликом свих јавних наступа и посета био уз своју жену, што је била новина бар на подручју Совјетског Савеза. Шта више, то је од народа схваћено да се превише меша у политике одлуке. Многи су сматрали да одређене одлуке самог председника имају везе управо са Раисом. Академик Александар Јаковљев, који је био врло близак Горбачову у време његове владавине, је негирао те приче. Потврђивао је да је била на већини званичних разговора, али да је њено мешање било меко и ненаметљиво. Августа 1991. после пуча Раиса је била у изузетно тешком психичком стању. Пуч је имао много дубљи ефекат на њу него на њеног мужа. 1993. године доживела је мождани удар.

### Смрт и заоставштина
У јулу 1999. године дијагностикована јој је леукемија, али је извесно боловала од ове болести много пре тога. Убрзо након тога са породицом путује у Немачку у чувену болницу у Минстеру, где је два месеца добијала терапију. Ипак нису успели да је сачувају па је умрла 20. септембра 1999. године. Остаће упамћена и по хуманитарном раду. Оформила је многе фондове који су за циљ имали очување Руске културне баштине, проналажењу младих талената али и збрињавању деце оболеле од рака. 2006. године њена фамилија је организовала фондацију којој су дали њено име, чији је циљ подршка деци оболелој од рака.